# Кеалакекуа (Гаваї)
Кеалакекуа (англ. Kealakekua) — переписна місцевість (CDP) в США, в окрузі Гаваї штату Гаваї. Населення — 2307 осіб (2020).

## Географія
Кеалакекуа розташована за координатами 19°31′43″ пн. ш. 155°54′12″ зх. д. / 19.52861° пн. ш. 155.90333° зх. д. (19.528582, -155.903265).  За даними Бюро перепису населення США в 2010 році переписна місцевість мала площу 18,72 км², уся площа — суходіл.

## Демографія
Згідно з переписом 2010 року, у переписній місцевості мешкало 2019 осіб у 749 домогосподарствах у складі 468 родин. Густота населення становила 108 осіб/км².  Було 808 помешкань (43/км²).
Расовий склад населення:
| - 30,8 % — азіатів - 26,7 % — білих - 12,2 % — вихідців з тихоокеанських островів - 1,0 % — корінних американців - 0,2 % — чорних або афроамериканців - 2,5 % — осіб інших рас |

До двох чи більше рас належало 26,4 %. Частка іспаномовних становила 10,6 % від усіх жителів.
За віковим діапазоном населення розподілялося таким чином: 21,7 % — особи молодші 18 років, 61,8 % — особи у віці 18—64 років, 16,5 % — особи у віці 65 років та старші. Медіана віку мешканця становила 44,0 року. На 100 осіб жіночої статі у переписній місцевості припадало 95,3 чоловіків;  на 100 жінок у віці від 18 років та старших — 93,5 чоловіків також старших 18 років.
Середній дохід на одне домашнє господарство  становив 65 598 доларів США (медіана — 59 609), а середній дохід на одну сім'ю — 83 645 доларів (медіана — 73 125). За межею бідності перебувало 15,3 % осіб, у тому числі 15,7 % дітей у віці до 18 років та 9,0 % осіб у віці 65 років та старших.
Цивільне працевлаштоване населення становило 922 особи. Основні галузі зайнятості: мистецтво, розваги та відпочинок — 21,4 %, освіта, охорона здоров'я та соціальна допомога — 16,6 %, роздрібна торгівля — 12,3 %, науковці, спеціалісти, менеджери — 10,2 %.